# Le Prophète
Le Prophète is een opera in vijf bedrijven van de Duitse componist Giacomo Meyerbeer op een libretto van Eugène Scribe. De wereldpremière vond plaats op 16 april 1849 in de Parijse Opéra.

## Geschiedenis
Deze opera werd voor het eerst opgevoerd in de Parijse Opera op 16 April 1849. Vervolgens werd deze opgevoerd in Londen, in Covent Garden op 24 Juli van dat jaar. Het werd op de planken gezet door heel Duitsland in 1850, evenals in Wenen, Lissabon, Antwerpen, New Orleans, Budapest, Brussel, Praag en Basel. Het enorme succes hield aan in de rest van de 19e en eerste helft van de 20e eeuw.
Sinds de Tweede Wereldoorlog zijn er nog enkele succesvolle uitvoeringen geweest: Zürich in 1962, Deutsche Opera Berlin in 1966 en de Metropolitan Opera in 1977.

## Inhoud

### Eerste bedrijf
Dordrecht, voor het kasteel van graaf Oberthal
Berthe verheugt zich erop haar Jean de Leyde (Jan van Leiden) weer te zien. Zijn moeder, Fidès, zegt dat ze blij is met de keuze van haar zoon. Maar Berthe verklaart dat ze eerst nog toestemming moet vragen aan graaf Oberthal, de heerser van Dordrecht. De Wederdopers komen voorbij en zingen hun lied, Ad nos ad salutarem, en wekken de interesse van de lokale boeren met hun revolutionaire ideeën. Oberthal weigert Berthe de toestemming om te trouwen en laat beide vrouwen arresteren.

### Tweede bedrijf
Leiden, Jeans herberg
De wederdopers komen binnen en proberen Jean over te halen hun leider te worden. Berthe is aan graaf Oberthal ontsnapt en komt de herberg binnen. Dan arriveert de graaf en hij dreigt Jeans moeder ter dood te brengen als Berthe niet bij hem terugkomt. Wanhopig levert Jean Berthe uit, en geeft toe aan de verzoeken van de wederdopers.

### Derde bedrijf
Het kamp van de Wederdopers
Op het ijs wordt geschaatst. 
De Wederdopers besluiten Münster in te nemen, maar dit wordt afgeluisterd door graaf Oberthal, die vermomd het kamp is binnengekomen. Als hij ontdekt wordt, wordt hij gearresteerd en zal ter dood gebracht worden, maar als hij tegen Jean zegt dat hij Berthe levend en wel in Münster heeft gezien, gelast Jean de executie af. Jean, in zijn rol als profeet en leider, inspireert de Wederdopertroepen met een hemels visioen van hun aanstaande succes.

### Vierde bedrijf
Münster
Jean heeft de stad ingenomen, maar de burgers zijn wanhopig onder zijn heerschappij. Berthe herkent Fidès, aan wie verteld is dat Jean dood is, en die nu bedelend langs de straten gaat. Als ook Berthe hoort dat haar geliefde Jean gedood is, besluit zij de boze profeet te doden. Jeans kroning wordt voorafgegaan door een grandioze mars. Fidès besluit Berthes plan om wraak op de profeet te nemen uit te voeren, maar op het laatste moment herkent ze in de profeet haar zoon. Jean doet alsof hij haar niet kent, en dwingt haar haar herkenning terug te nemen.

### Vijfde bedrijf
Jeans paleis in Münster
De wederdopers besluiten Jean over te leveren aan de keizerlijke troepen om hun eigen bescherming te kopen. Fidès probeert Jean haar te doen erkennen en hem zijn zonden in te laten zien. Berthe komt binnen met de bedoeling het paleis in brand te steken. Als ze zich realiseert dat Jean de profeet is die ze kwam vernietigen, pleegt ze zelfmoord. Jean en Fidès besluiten een einde te maken aan de opstand, en tijdens de viering van zijn kroning blaast hij het paleis met iedereen erin op.

## Trivia
In Gent verscheen in 1851 een parodie: 'De profeet, groot kluchtig zangspel in vyf bedryven en acht tafereelen, woorden van geenen Scribe, zonder muzyk van Meyerbeer' feitelijk geschreven door Hippoliet Van Peene